# Thomas Poppe
Thomas Poppe, född 30 maj 1963, är en svensk trubadur och skådespelare. Han är son till skådespelarna Nils Poppe och Gunilla Poppe och bror till skådespelaren Mia Poppe.
Thomas Poppe gjorde scendebut i operetten Lilla Helgonet på Fredriksdalsteatern i Helsingborg 1984, men övergav senare skådespelarkarriären för ett liv som musiker, låtskrivare och sångare. Han ville inte bli jämförd med sin berömde far.
Han är utbildad vid dramalinjen på Östra Grevie folkhögskola och Skara skolscen. Poppe har bland annat arbetat som kryssningsvärd och trubadur på TT-Line, Stena Line och Estline samt som konferencier och artist på restauranger, hotell, pubar och olika kulturevenemang. Han gjorde en tillfällig skådespelarcomeback på Fredriksdalsteatern 1996 när han spelade punkare i Eva Rydbergs trivselfars Upp till Camping.